# Walther Hartmann (Politiker)

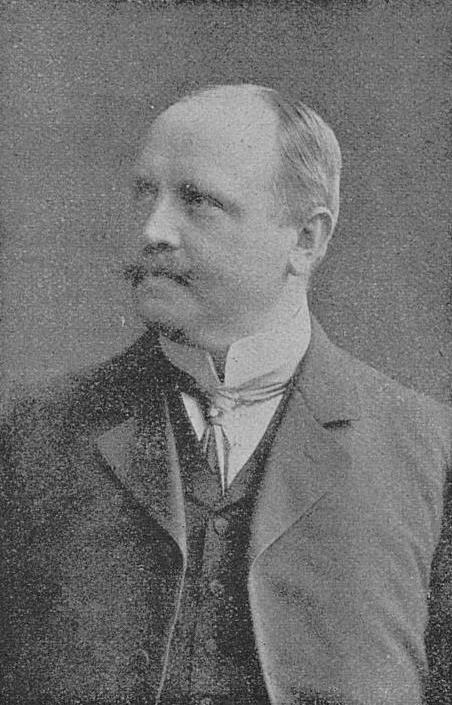
Walther Hartmann, unbekannter Fotograf

Walther Hartmann (* 7. Oktober 1873 in Hückeswagen; † 4. September 1964 in Schönau, Kreis Berchtesgaden) war ein deutscher Verwaltungsjurist und Kommunalpolitiker. Er war ab 1914 Bürgermeister, von 1915 bis 1937 Oberbürgermeister der Stadt Remscheid. 

## Leben

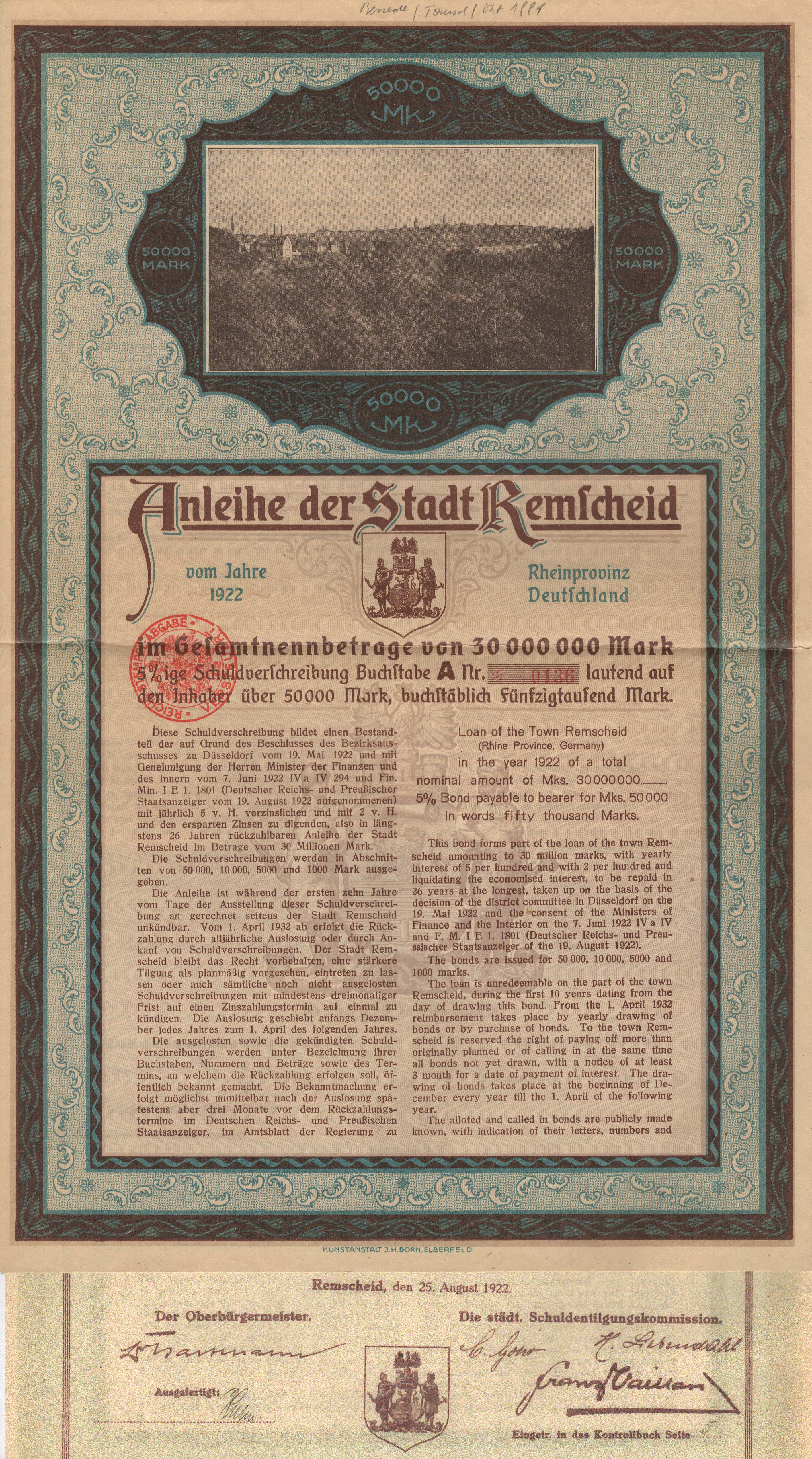
Anleihe der Stadt Remscheid über 50.000 Mark vom 25. August 1922 mit Unterschrift von Oberbürgermeister Hartmann

Hartmann besuchte das Evangelisch Stiftische Gymnasium Gütersloh, wo er 1893 auch die Reifeprüfung ablegte. Während seines Studiums wurde er Mitglied beim Verein Deutscher Studenten zu Bonn im Kyffhäuser-Verband. Der promovierte Jurist Walther Hartmann war Gerichtsassessor in Düsseldorf, von 1904 bis 1907 I. besoldeter Beigeordneter der Stadt Mülheim am Rhein, dann Beigeordneter in Duisburg.
Der Rat der Stadt Remscheid wählte ihn 1914 als Nachfolger von Karl Jarres für 12 Jahre zum Bürgermeister. Ab 1915 wurde das Amt als Oberbürgermeister bezeichnet. Von 1915 bis 1930 vertrat Hartmann die Stadt Remscheid auch im Provinziallandtag der Rheinprovinz. Nach dem Ende des Ersten Weltkrieges und den Kommunalwahlen im März 1919 hatte das sozialistische Lager aus drei Parteien mit 32 Mandatsträgern die Ratsmehrheit gegenüber 22 bürgerlichen Vertretern. Während der Inflation des Jahres 1923 gab die Stadt Remscheid eigenes Notgeld mit einer auf das Stadtgebiet beschränkten Einlösungsgarantie heraus, das seine Unterschrift trägt. 1926 wurde er für eine weitere 12-jährige Amtszeit wiedergewählt.
Zu Beginn des Jahres 1928 legte der Regierungspräsident in Düsseldorf im Auftrag des preußischen Innenministeriums einen Vorschlag zur Gemeindeneuordnung im Rheinland vor, nach dem die Stadt mit den selbstständigen Nachbargemeinden Lüttringhausen und Lennep zu einer Großstadt vereinigt werden sollte. Hierzu trug Hartmann in einer Denkschrift der Stadt Remscheid die zustimmende Stellungnahme des Rates der Stadt in Düsseldorf und im Innenministerium in Berlin vor. Als wesentliche Gründe wurden der durch die ungünstige Lage von Remscheid bedingte Mangel an Bauland und industriellen Erweiterungsmöglichkeiten sowie die durch Zusammenlegung der Verwaltung ermöglichte Kosteneinsparung genannt. Seine Amtskollegen Emil Nohl aus Lennep und Rudolf Suthoff-Groß aus Lüttringhausen lehnten in ihren Vorträgen wie auch die breite Bevölkerungsmehrheit ihrer Städte die Zusammenlegung der Gemeinden ab. Als Gründe wurden im Wesentlichen die natürlich gewachsenen und gut organisierten Gemeindegebilde genannt, deren Bevölkerung einer Zusammenlegung in großer Mehrheit ablehnend gegenüberstand. Die Mehrheit für oder wider eine Zusammenlegung der Gemeinden änderte sich in der preußischen Verwaltung und den politischen Gremien mehrfach. Doch auch Protestversammlungen und ein Zusammentreffen mit Vertretern des Gemeindeausschusses des preußischen Staatsrates im März 1929 konnten nicht verhindern, dass am 10. Juli 1929 mit knapper Mehrheit vom Preußischen Landtag die Eingemeindung von Lennep und Lüttringhausen nach Remscheid beschlossen wurde. Ein nach weiteren Bürgerprotesten eingelegter Einspruch wurde vom Preußischen Staatsrat abgelehnt. Zum 1. August 1929 trat die Eingemeindung in Kraft.
Die Bemühungen des Vorsitzenden der 1927 gegründeten Rheinisch-Westfälischen Röntgengesellschaft, Geheimrat Prof. Paul Krause, um die Umwidmung von Röntgens Geburtshaus in Lennep zu einer Gedenkstätte unterstützte Hartmann seitens der Stadt durch den 1930 erfolgten Ankauf eines 1803 erbauten Patrizierhauses in der Schwelmer Straße 41, in dem 1932 in Verbindung mit Röntgens Geburtshaus am Gänsemarkt 1 das Röntgen-Museum eröffnet werden konnte. Zu Beginn der 1930er Jahre regte er an, dass von der Stadt für Arbeitslose Land zur Verfügung gestellt wurde, auf dem diese in Eigenleistung Wohnraum für sich schaffen konnten. Mit Hilfe von Heimstättenvereinen, z. B. der Heimstätte Dünne, entstanden ab 1930 Siedlungen Auf'm Heidchen, am Grenzwall und in Westhausen (Bodelschwingh-Siedlung). Die Häuser waren Fachwerkkonstruktionen, zuerst mit Lehmausfachung, später in Ziegelbauweise. Mitte der 1930er Jahre bemühte er sich erfolgreich darum, dass die neu geplante Reichsautobahn 1 durch das Stadtgebiet geführt wurde.
Am 28. Juni 1937 schied Hartmann nach 23 Jahren aus dem Amt, sein Nachfolger wurde zum 1. Dezember 1937 Ludwig Kraft. Der Rat der Stadt verlieh Hartmann die Ehrenbürgerschaft. 1946 wurde sie ihm aberkannt, 1953 jedoch erneut verliehen.
Nach Ausbruch des Zweiten Weltkrieges stellte sich Hartmann trotz seines hohen  Alters zum Kriegsdienst zur Verfügung und wurde Leiter der Abteilung Verbrauchslenkung im Landwirtschaftsamt Köln-Aachen, wo er 1943 seinen 70. Geburtstag beging.
Hartmann hatte sich für den Bau einer Realschule eingesetzt, die am 18. August 1941 als Walther-Hartmann-Schule eingeweiht wurde. Nach verschiedenen Reorganisationen des Schulwesens in der Stadt wird die Schule seit 1968 als Gemeinschaftsgrundschule genutzt. Für seine Verdienste um die Gründung des Röntgen-Museums verlieh ihm die Stadt Remscheid 1952 auf Vorschlag der Gesellschaft der Freunde und Förderer des Deutschen Röntgen-Museums Remscheid-Lennep e. V die im Vorjahr gestiftete Röntgen-Plakette.
Im Stadtbezirk Remscheid-Süd befindet sich die nach ihm benannte Dr.-Walther-Hartmann-Straße.

## Ehrungen
- Träger der Rotes-Kreuz-Medaille 3. Klasse
- Träger des Eisernen Kreuzes 2. Klasse am schwarz-weißen Bande u. a. Kriegsorden
- Staatsplakette für besondere Verdienste auf dem Gebiet der Jugendpflege
- 1937 Ehrenbürger der Stadt Remscheid (entzogen von 1946 bis 1953)
- 1952 Verleihung der Röntgen-Plakette
- 1963 Verleihung der goldenen Bürgermedaille